# Orde van de Oude Adel
De Orde van de Oude Adel (Duits: Alter Ritterorden vom Heiligen Georg oder vom Alten Adel of Orden des Alten Adels oder der vier Kaiser) is niet een beweerdelijk op 6 december 1768 ingestelde, ridderorde van de Rijksgraven van Limburg-Stirum, heren van de Heerlijkheid Styrum in Westfalen. Het afgebeelde wapen, een zwarte, goudgekroonde leeuw, is niet het van oorsprong wapen met de Rode leeuw (met enkele staart) van de heren van Limburg van de heerlijkheid Styrum aan de Ruhr.
Wat is de afgebeelde orde dan wel. Daarover is niet al te veel bekend en bronnen spreken elkaar tegen. Een in de 19e eeuw in Parijs opgetreden pseudo-orde zou aan de verwarring hebben bijgedragen. Dat veilingmeesters de insignes van deze "Schwindelorden", mogelijk door onwetendheid, als echte insignes van de orde van het grafelijk huis beschrijven draagt ook nog eens aan de verwarring bij. Misschien worden authentieke kleinoden uit de 19e eeuw ook verward met die van de Orde van Sint-Phillip van de Leeuw van Limburg (Orden St. Phillips zum Löwen von Limburg)

## De Orde van de Oude Adel
Met deze Orde werden vier keizers van het Heilige Roomse Rijk geëerd. Het ging om Hendrik VII, Wenceslaus, Sigismund en Karel IV. Aan de Orde waren twaalf commenden met een inkomen van 500 gulden verbonden. Ridders en Commandeurs moesten bij hun benoeming een flink bedrag aan de Orde schenken of een landgoed tot commende van de Orde maken. Zij konden dan de inkomsten zelf genieten maar lieten de grond na aan de Orde van de Oude Adel.
In 1806 werden de sinds eind 17e eeuw 'Rijksgraven' van Limburg-Stirum gemediatiseerd en verloor door overlijden van de laatste erfgenaam zijn nog heerlijke rechten over de  heerlijkheid Styrum aan de Ruhr. Ackermann schreef in 1855 dat "de orde in stilte nog voort zou bestaan". Misschien heeft hij daarbij de in Parijs optredende pseudo-Orde bedoeld.
Een onderzoek van de Hoge Raad van Adel in 1886 gaf als uitslag dat geen van de daartoe in Nederland bevoegde families, waaronder ook de gemediatiseerde Van Rechteren-Limpurgs, een Huisorde bezaten of toekenden.
De Orde had drie graden:
- grootkruis
- commandeur
- ridder

## De versierselen van de orde
Over de vorm van de versierselen spreekt men elkaar tegen.
Het achtpuntige kruis dat tegenwoordig geregeld op veilingen opduikt is wit geëmailleerd en in het lichtblauwe medaillon was een gouden Sint-Joris te paard, patroonheilige van de ridders, in gevecht met een gouden draak afgebeeld. Op de armen stonden, ter ere van de vier Keizers, de letters "HSWC" in gouden letters. Het lint was grijsblauw met een gele bies.

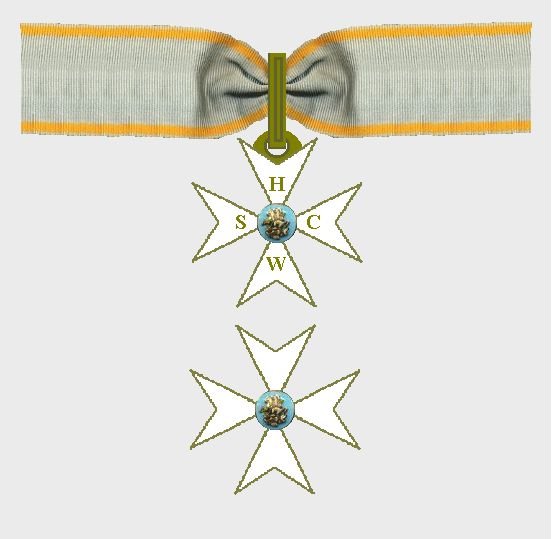
Orde van de Oude Adel in een moderne veilingcatalogus. Is dit de 19e-eeuwse oplichterij?

In Jörg Nimmerguts catalogus staat een ander model ridderkruis met vlammen in de armen van het kruis, een beugelkroon als verhoging en de letters "PPDE" afgebeeld. In het medaillon is een engel met een kind aan de hand afgebeeld.
Het bij Andreas Thies voor 4000 euro geveilde kruis hangt aan een in 18e-eeuwse stijl opgemaakt lint met daarop een strik. De kwaliteit van de juweliersarbeid is zeer hoog en suggereert dat het kleinood in de 18e eeuw voor een rijke opdrachtgever werd vervaardigd. Op de armen van de voorzijde staat de letters "HCWS" en het medaillon bevat de afbeelding van een zwarte leeuw op een witte achtergrond. Op de keerzijde staat een onleesbare tekst op een rode ondergrond. In de armen van het kruis zijn gouden kransen, zoals Nimmergut die toeschrijft aan de Orde van Sint-Philipp van de Leeuw van Limburg gemonteerd.